# Enzesfeld-Lindabrunn
Enzesfeld-Lindabrunn osztrák mezőváros Alsó-Ausztria Badeni járásában. 2022 januárjában 4188 lakosa volt. 

## Elhelyezkedése

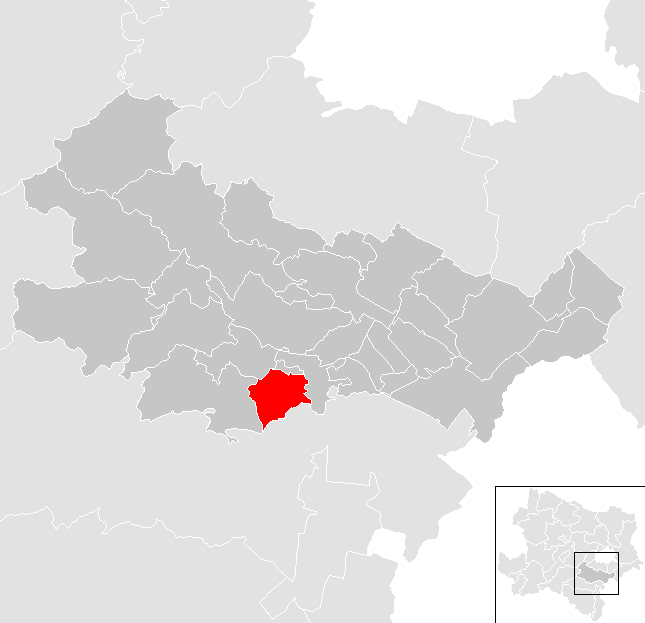
Enzesfeld-Lindabrunn a Badeni járásban

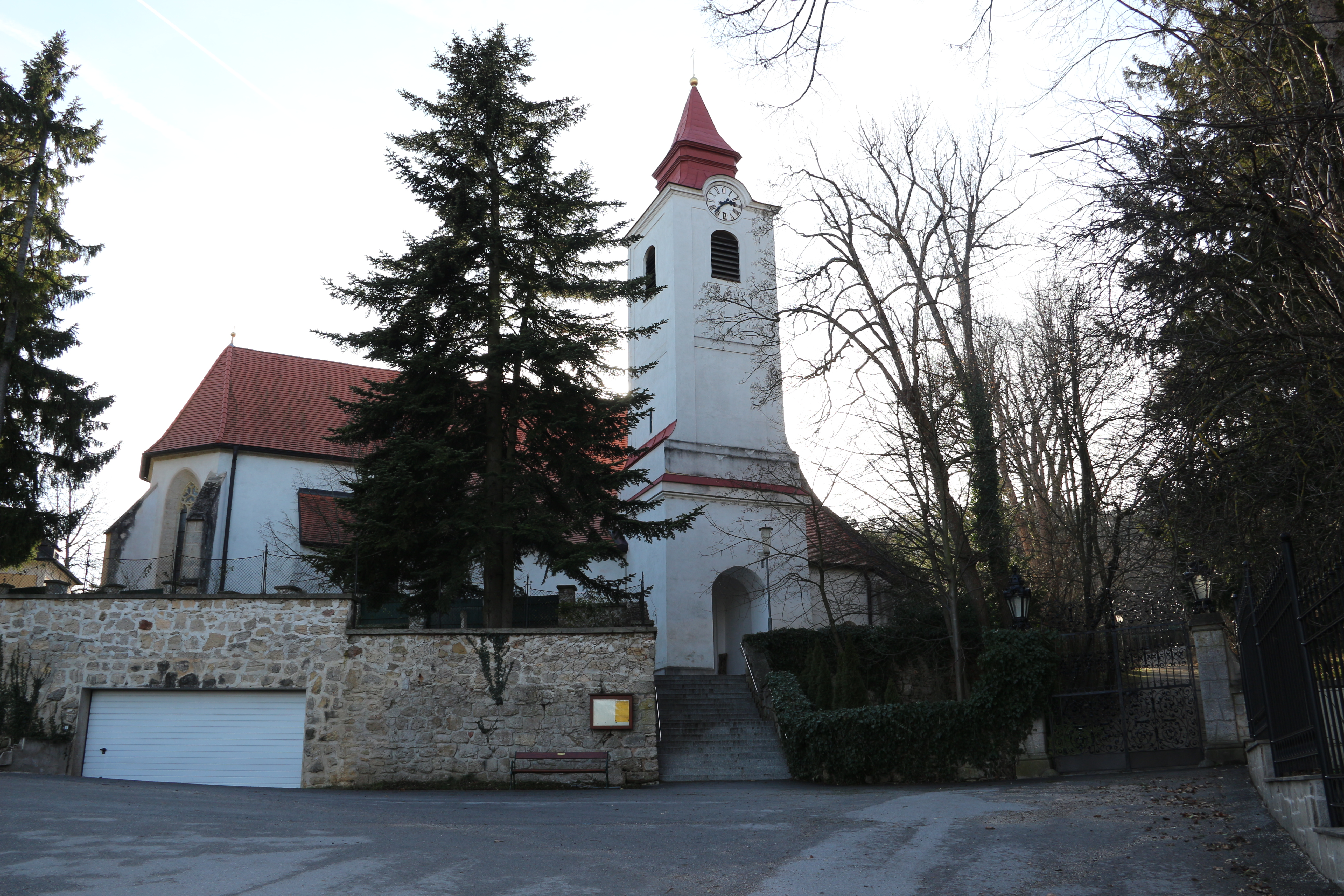
A Szt. Margit-plébániatemplom

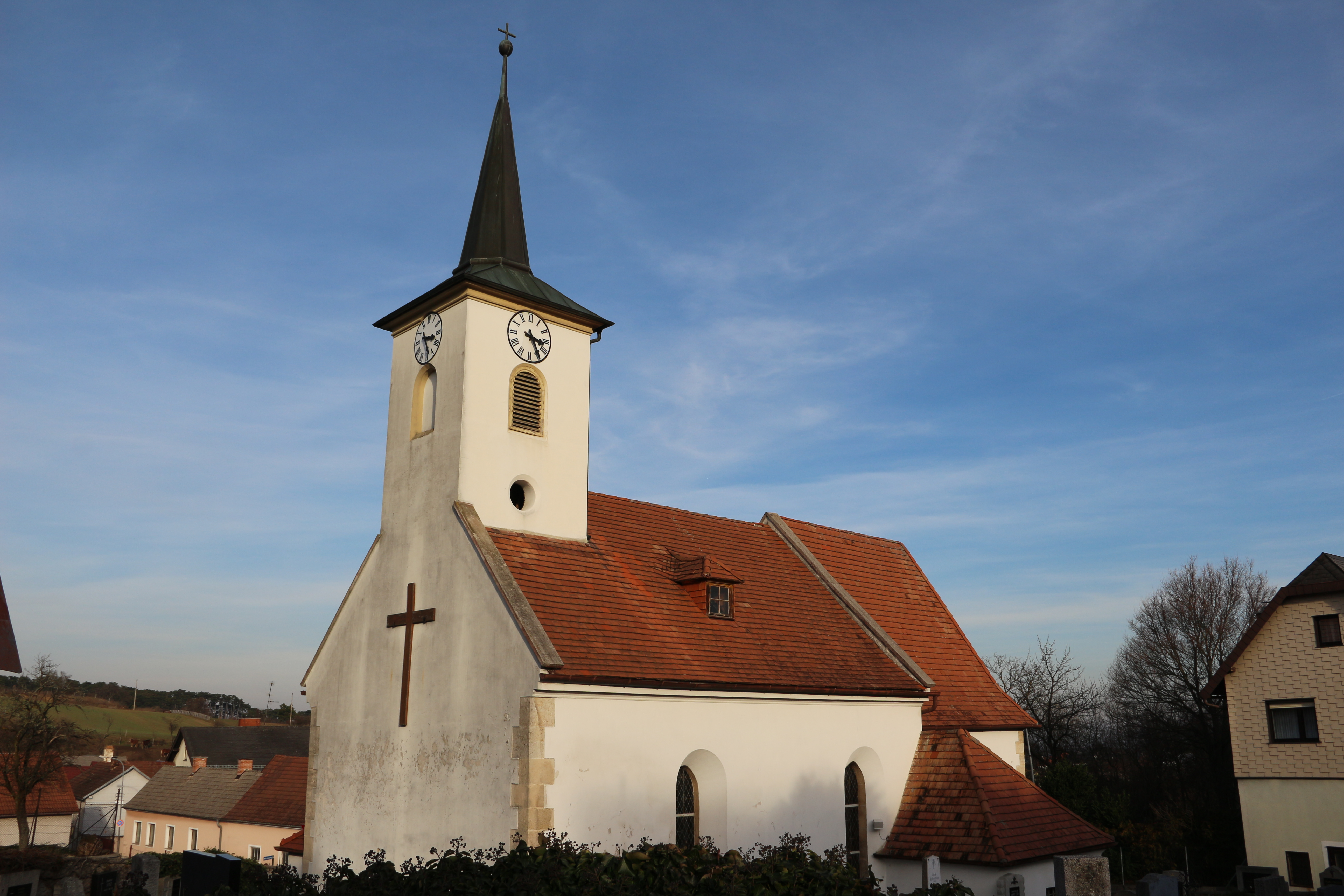
A Szt. Katalin-templom

Enzesfeld-Lindabrunn a tartomány Industrieviertel régiójában fekszik, a Bécsi-erdő és a Bécsi-medence határán, a Triesting folyó völgyében. Területének 61,4%-a erdő, 18,7% áll mezőgazdasági művelés alatt. Az önkormányzat két települést és településrészt egyesít: Enzesfeldet (3482 lakos 2022-ben) és Lindabrunnt (706 lakos). 
A környező önkormányzatok: nyugatra Hernstein, északnyugatra Berndorf, északra Hirtenberg, keletre Leobersdorf, délre Matzendorf-Hölles.

## Története
A mai önkormányzatot alkotó mindkét települést a 12-13. században említik először. Már a 18. században működött itt egy gyantafeldolgozó üzem, amelyet 1965-ben zártak be. 1833-tól 1883-ig (egy rövid ideig 1919/20-ban) barnaszenet bányásztak a környező hegyekben. 
Enzesfeld és Lindabrunn községi önkormányzata 1850-ben együtt alakult meg, de 1866-ban különváltak. 1970-ben a két önkormányzat ismét egyesült. 1905-ben Enzesfeldben megalakult az Anton Keller Metallwerk und Munitionsfabrik lőszergyár. 1944 márciusában az üzemben belobbant a TNT-por és a robbanásban az egész épület megsemmisült.

## Lakosság
Az enzesfeld-lindabrunni önkormányzat területén 2022 januárjában 4188 fő élt. A lakosságszám 1934 óta gyarapodó tendenciát mutat. 2020-ban az ittlakók 90,2%-a volt osztrák állampolgár; a külföldiek közül 2,5% a régi (2004 előtti), 2,3% az új EU-tagállamokból érkezett. 4,2% az egykori Jugoszlávia (Szlovénia és Horvátország nélkül) vagy Törökország, 0,8% egyéb országok polgára volt. 2001-ben a lakosok 64,2%-a római katolikusnak, 7,7% evangélikusnak, 3,1% ortodoxnak, 1,2% mohamedánnak, 22,4% pedig felekezeten kívülinek vallotta magát. Ugyanekkor 8 magyar élt a mezővárosban; a legnagyobb nemzetiségi csoportot a németek (93,4%) mellett a szerbek alkották 2,6%-kal.
A népesség változása:

| 2016 | 4 238 |
| 2018 | 4 174 |

## Látnivalók
- az enzesfeldi kastély
- az enzesfeldi Szt. Margit-plébániatemplom
- az enzesfeldi ispotálytemplom
- a lindabrunni Szt. Katalin-templom
- az 1967-1997 között évente lindabrunni szobrászszimpózium alkotásai

## Fordítás
- Ez a szócikk részben vagy egészben  az   Enzesfeld-Lindabrunn című német Wikipédia-szócikk ezen változatának fordításán alapul.  Az eredeti cikk szerkesztőit annak laptörténete sorolja fel. Ez a jelzés csupán a megfogalmazás eredetét és a szerzői jogokat jelzi, nem szolgál a cikkben szereplő információk forrásmegjelöléseként.